# I’m a Rebel
I’m a Rebel – drugi album studyjny niemieckiego zespołu heavymetalowego Accept wydany 2 czerwca 1980 roku przez wytwórnię Brain.

## Lista utworów
1. „I’m a Rebel” (George Alexander) – 3:58
2. „Save Us” (Baltes / Dirkschneider / Fischer / Hoffmann / Kaufmann) – 4:36
3. „No Time to Lose” (Baltes / Dirkschneider / Fischer / Hoffmann / Kaufmann / Dirk Steffens) – 4:36
4. „Thunder and Lightning” (Baltes / Dirkschneider / Fischer / Hoffmann / Kaufmann) – 4:03
5. „China Lady” (Baltes / Dirkschneider / Fischer / Hoffmann / Kaufmann / Steffens) – 4:03
6. „I Wanna Be No Hero” (Baltes / Dirkschneider / Fischer / Hoffmann / Kaufmann / Steffens) – 3:57
7. „The King” (Baltes / Dirkschneider / Fischer / Hoffmann / Kaufmann / Steffens) – 4:11
8. „Do It” (Baltes / Dirkschneider / Hoffmann / Kaufmann) – 4:11

## Twórcy
- Udo Dirkschneider – śpiew
- Wolf Hoffmann – gitara elektryczna
- Jörg Fischer – gitara elektryczna
- Peter Baltes – gitara basowa, śpiew (3 i 7), wokal wspierający
- Stefan Kaufmann – perkusja
- Dirk Steffens – produkcja
- Christoph Bonno – miksowanie
- René Tinner – miksowanie (1)
- Greg Calbi – mastering
- Murray Brenman – projekt graficzny
- Jeff Burdin – projekt okładki (wydanie USA)